# (5155) Denisyuk
(5155) Denisyuk ist ein Asteroid des Hauptgürtels, der am 18. April 1972 von der sowjetischen Astronomin Tamara Michailowna Smirnowa am Krim-Observatorium in Nautschnyj (IAU-Code 095) entdeckt wurde.
Der Asteroid gehört zur Hygiea-Familie, einer eher älteren Gruppe von Asteroiden, wie vermutet wird, deren größtes Mitglied der Asteroid (10) Hygiea ist.
(5155) Denisyuk wurde am 5. Oktober 1998 nach dem russischen Physiker Juri Nikolajewitsch Denisjuk (1927–2006) benannt, der durch seine Beiträge zur Holografie bekannt wurde.